# アントン・フローリアン
アントン・フローリアン（Anton Florian、1656年5月28日 - 1721年10月11日）は、リヒテンシュタイン侯（在位：1718年 - 1721年）。1719年に神聖ローマ皇帝カール6世より自治権を与えられた。

## 子女
1679年にトゥーン伯ミヒャエルの娘エレオノーレ（1661年 - 1723年）と結婚した。
- ヨーゼフ・ヨーハン・アダム（1690年 - 1732年） - リヒテンシュタイン侯（在位：1721年 - 1732年）
- アンナ・マリア（1699年 - 1753年） - 1716年にトゥーン伯ヨハン・エルンストと結婚、1718年にリヒテンシュタイン侯ヨーゼフ・ヴェンツェルと結婚
- エレオノーレ（1703年 - 1757年） - 1719年にフリードリヒ・アウグスト・フォン・ハラハと結婚